# Washington Tais
Washington Eduardo Tais Videgaín (født 21. december 1972) er en uruguayansk tidligere fodboldspiller (højre back).
Tais spillede gennem sin karriere 18 kampe for det uruguayanske landshold. Han debuterede for holdet 18. januar 1995 i en venskabskamp mod Spanien.
På klubplan spillede Tais flere år i Spanien, hvor han repræsenterede Real Betis og Racing Santander. Han vandt den italienske pokalturnering Coppa Italia med Inter i 2005. Han havde også ophold hos blandt andet Peñarol og Danubio i hjemlandet.